# ذاالبلبس (الحد)

تعديل مصدري - تعديل

ذاالبلبس هي إحدى قرى عزلة الحد بمديرية الحد التابعة لمحافظة لحج، بلغ تعداد سكانها 182 نسمة حسب تعداد اليمن لعام 2004.